# Giuseppe D'Angelo
Giuseppe D'Angelo   (Calascibetta, 15 de novembre de 1913 - Roma, 18 de desembre de 1991) fou un polític sicilià. Fou professor de filosofia pròxim a la jerarquia de l'església d'Enna, lluità com a oficial d'infanteria a la Segona Guerra Mundial i el 1944 fou un referent per als veterans de guerra de la regió. En acabar la guerra fou escollit alcalde de Calascibetta i diputat a l'Assemblea Regional Siciliana a les eleccions regionals de Sicília de 1947, 1951, 1955, 1959 i 1963 dins les llistes de la Democràcia Cristiana Italiana. Fou assessor regional d'alimentació (1947-1951), d'obres públiques i turisme (1951-1955) i d'administració pública (1955-1958), però després passà a l'oposició de la mà de Silvio Milazzo. El 9 de setembre de 1961 fou elegit president regional, càrrec que va ocupar fins al 4 d'agost de 1964.
Durant el seu mandat apostà per la moralització de la vida pública, contrari als cobradors de deutes privades, i per a la redempció de l'illa de la màfia. Va caure per les posicions poc clares van sorgir en la seva coalició, en particular del PSI. No fou escollit a les eleccions de 1967. Després fou president de l'Ens Minaire Sicilià i de Siciliana Gas.